# گلدوین جب
لرد هوبرت مایلز گلدوین جب (شناخته شده با عنوان گلدوین جب (۲۵ آوریل ۱۹۰۰ – ۲۴ اکتبر ۱۹۹۶) یک کارمند دولتی برجسته بریتانیا، دیپلمات و سیاستمدار بود که دبیر کلی (موقت) سازمان ملل متحد را برای کمی بیش از سه ماه عهده‌دار بوده است. گلدوین جب در ۲۴ اکتبر ۱۹۹۶ در سن ۹۶ سالگی درگذشت.